# Evgeny Morozov
Pour les articles homonymes, voir Morozov.
Evgeny Morozov (russe : Евгений Морозов, biélorusse : Яўгені Марозаў) est un chercheur et écrivain américain d'origine biélorusse, spécialiste des implications politiques et sociales du progrès technique et du numérique.

## Rédactions
Il collabore à la rédaction de The New Republic et publie régulièrement dans The New York Times, The Economist, The Wall Street Journal, Financial Times, London Review of Books, Times Literary Supplement, etc.
Son éditorial mensuel dans Slate est repris par de nombreux médias internationaux comme El Pais, Corriere della Sera, Frankfurter Allgemeine Zeitung, Folha de S.Paulo, etc.

## Biographie
Morozov est né en 1984 à Salihorsk, en Biélorussie. Il fréquente l'Université américaine en Bulgarie de Blagoevgrad, avant de déménager à Berlin, puis aux États-Unis. Morozov enseigne à l'Université Stanford, membre de la New America Foundation et contribue au magazine Foreign Policy, pour lequel il crée le blog Net Effect. Il est également membre de Yahoo à la Walsh School of Foreign Service de l'université Georgetown, membre de l'Open Society Institute, directeur New Media de l'ONG Transitions Online et éditorialiste pour le journal russe Akzia. En 2009, il donne des conférences à TED, pour parler de la façon dont le Web influe sur l'engagement civique et sur la stabilité des régimes autoritaires, totalitaires et des pays « en transition ».
En 2013, il s'engage dans la préparation d'un doctorat en histoire des sciences à l'université Harvard, qu'il obtient en 2018.

## Idées
Morozov exprime un certain scepticisme à l’encontre des technologies numériques. Son œuvre participe à la déconstruction d’une pensée enthousiaste qui prête aux technologies numériques un caractère positif sans en extraire les possibles déterminismes et biais qui les composent. Ainsi, il dénonce les systèmes de surveillance de masse, la passion démesurée pour l'entrepreneuriat high-tech émanant de la Silicon Valley, ou encore les mécanismes dits de « nudging » qui conditionneraient les individus et mèneraient au conformisme social. Morozov développe la notion de « solutionnisme technologique » pour expliquer comment chaque problème humain (politique, social, sociétal) est systématiquement transformé en question technique, puis discuté par les acteurs du numérique privés ou publics, qui proposent enfin des solutions numériques dont le but est de traiter les effets des problèmes sans jamais s’intéresser à leurs causes. En d'autres termes, le solutionnisme serait cette idéologie selon laquelle il faudrait apporter des réponses et résoudre des problèmes avant même que les questions n'aient été entièrement posées et souvent même sans que les prétendus problèmes en soient réellement.

### Critique du «webcentrisme»
Pour mieux comprendre les véritables mécanismes qu'implique le développement du numérique, Evgeny Morozov propose dans son livre Pour tout résoudre cliquez ici: « d'abandonner la notion d'Internet et de se pencher sur les technologies individuelles qui le composent ». Sans nier les bouleversements entraînés par la transformation numérique, Evgeny Morozov critique le « webcentrisme » et le déterminisme technologique. Il oppose le déclin de l'État-providence et l'essor des multinationales du numérique, et met en avant les confrontations à venir dans des domaines comme la santé ou l'éducation : « La santé, l’éducation, les transports, la connectivité sont les prochaines étapes : les progrès dans la collecte et l’analyse des données vont consolider le poids du secteur privé, et Uber, Google, Airbnb ou Facebook proposer des services à des citoyens qui ne peuvent plus compter sur l’État-providence. Ce ne sera plus le vieux modèle de solidarité et de socialisation du risque, mais l’avènement d’un modèle néolibéral très individualisé. Au moins, en ce qui concerne la santé, ils nous fourniront des gadgets subventionnés pour suivre l’évolution de notre propre misère… ».
Lors d’une rencontre organisée par le journal Le Monde en septembre 2015, Morozov explique le renversement du système de valeurs qui permet aux géants d’Internet de prospérer en exploitant une couche d’information et de numérisation apparue au-dessus de toutes activités de la vie quotidienne. L’efficacité économique qui consiste uniquement à offrir des services à bas coût, met à mal les solidarités, l'empathie et la justice sociale. « Si je peux mesurer mon style de vie à l’aide de capteurs et montrer à mon assureur que je vis plus sainement que le voisin, pourquoi devrais-je le subventionner, lui et son style de vie ? ».

### Datawashing
Pour Evgeny Morozov, le pouvoir de Google ne provient pas de son algorithme mais des données personnelles que l’entreprise accumule au détriment des citoyens. Il dénonce la création par Google de fausses initiatives citoyennes comme le Data Liberation Front qu'il qualifie de « datawashing ». À l'instar du « greenwashing », le datawashing consiste à partager des données triviales, peu utiles, tout en conservant les données stratégiques au cœur du modèle de profit de l’entreprise. Cette dernière se dit toujours ouverte en acceptant de partager les données qu'elle collecte, à condition que la capacité de ces données de la perturber soit minimale.

### Les données numériques appartiennent au domaine public
Morozov propose que les données numériques soient considérées comme un bien commun, essentiel au développement des infrastructures à venir. Ces données ne doivent pas être la propriété d'entreprises privées : « La possession de ces données — de même que l’IA avancée développée grâce à elles — devrait toujours relever du domaine public. De cette façon, les citoyens et les institutions s’assureraient que les compagnies ne nous prennent pas en otage, en nous imposant des droits d’accès à des services que nous-mêmes avons contribué à produire. »

### Une mauvaise idée solutionniste: la «démocratie liquide»
L'arrivée des technologies numériques donne l'occasion d'observer la floraison d'un ensemble de propositions pour améliorer la participation directe des citoyens aux affaires publiques. Morozov analyse le manque d’engagement et d'action politique derrière les initiatives Liquidfeedback proposé par le parti pirate allemand, ou We the people de l’administration Obama. Il ne croit pas aux vertus de la démocratie liquide que décrit Steven Jonhson dans son livre Future Perfect. Le solutionnisme que dénonce Morozov consiste à proposer les technologies numériques et internet pour fournir des solutions à des problèmes qui ne se posent pas.

### La publicité en ligne et les infox
Morozov dénonce les différentes solutions proposées par les institutions politiques pour lutter contre les infox : interdiction des mèmes en Espagne, création de commissions d’experts chargées de valider la véracité des informations en Italie, ou création de centres de défense contre les fausses nouvelles qui infligeraient des amendes à Twitter ou Facebook pour les avoir propagées en Allemagne. Il considère que l'emprise du capitalisme numérique et l'influence incontrôlée de la publicité en ligne sont les vraies responsables de la circulation des infox auxquelles les institutions ne veulent pas s'attaquer.

## Publications

### Livres en anglais
- The Net Delusion : The Dark Side of Internet Freedom, Public Affairs, 2011, 432 p. (ISBN 978-1-58648-874-1)
- To Save Everything, Click Here : Technology, Solutionism, and the Urge to Fix Problems that Don't Exist, Allen Lane, 2013, 432 p. (ISBN 978-1-84614-548-3)

### Livres en français
- Pour tout résoudre cliquez ici : L'aberration du solutionnisme technologique [« To Save Everything, Click Here:Technology, Solutionism, and the Urge to Fix Problems that Don't Exist »] (trad. de l'anglais), Limoges, FYP éditions, 2014, 352 p. (ISBN 978-2-36405-115-7)[19].
- Le mirage numérique : Pour une politique des big data (trad. de l'anglais), Paris, Les Prairies ordinaires, 2015, 129 p. (ISBN 978-2-35096-113-2)
- Les Santiago Boyz: Une utopie technologique au cœur du chili d'Allende (trad. canadienne), Tiohtià:ke/Montréal, les Éditions rue Dorion, 2024, 253p.  (ISBN 978-2-36405-115-7)[20]

### Articles
- « Le numérique nous ramène-t-il au Moyen Âge ? », Le Monde diplomatique, aout 2025[21]
- « La guerre froise 2.0 », Le Monde diplomatique, mai 2023 [22]
- « GameStop, un populisme de plate-forme », Le Monde diplomatique, mars 2021[23]
- « Bataille géopolitique autour de la 5G », Le Monde diplomatique, octobre 2020[24]
- « Covid-19, le solutionnisme n’est pas la solution », Le Monde diplomatique, avril 2020 (en français)[25]
- « Digital Socialism ? », New Left Review, mars-juin 2019[26]
- « La Sécu selon Uber », Le Monde diplomatique, septembre 2016 (en français)[27]
- « Our cities shouldn’t rely on Uber to devise new transport choices », The Guardian, janvier 2015[28]
- « The rise of data and the death of politics », The Guardian, juillet 2014[29]
- « Your Social Networking Credit Score », Slate, janvier 2013[30]
- « Un robot m’a volé mon Pulitzer », Le Monde diplomatique, septembre 2012 (en français)[31]
- « Bugger Off, Spying Online Is Perilous and Unnecessary », Boston Review, septembre 2011[32]
- « Why the Internet Is a Great Tool for Totalitarians », Wired, décembre 2010[33]
- « We Do Not Trust Machines », Newsweek, mai 2009[34]
- « Facebook Diplomacy », Newsweek, février 2009[35]